# Nídhögg
« Nidhogg » redirige ici. Pour le jeu vidéo, voir Nidhogg (jeu vidéo).
Nídhögg ou Níðhöggr en vieux norrois (« Celui qui frappe férocement ») est un dragon ou un serpent de la mythologie nordique. Il vit sous Yggdrasil (L'arbre monde).

## Récits mythologiques

### Le rongeur des racines d'Yggdrasil
Selon les Grímnismál (35), Nídhögg ronge Yggdrasil d'en bas. Snorri Sturluson précise (Gylfaginning, 15) que c'est la troisième racine d'Yggdrasil que ronge le serpent, celle qui se situe au-dessus de Niflheim et de la source Hvergelmir.
Par l'intermédiaire de l'écureuil Ratatosk, Nídhögg échange des messages avec l'aigle qui vit au sommet du mont Peymisse (Gylfaginning, 16 ; les Grimnismál, 32, n'évoquent que les messages de l'aigle à Nídhögg, mais pas leur nature ni les réponses du dragon).

### Le Dévoreur de Cadavres
Dans la Völuspá (39), Nídhögg est présenté comme vivant à Náströnd, où il suce le sang des cadavres des parjures, des meurtriers et des adultères. Snorri reprend ces informations, avec cette différence, déjà mentionnée, que Nídhögg vit dans Hvergelmir (Gylfaginning, 52).

### Nídhögg lors du Ragnarök
La dernière strophe de la Völuspá (66) décrit l'arrivée de Nídhögg volant par-dessus la plaine, portant des cadavres dans ses ailes. La signification de cette scène est disputée : pour certains, elle clôt l'épisode du Ragnarök : le dragon emporte les corps de ceux qui sont morts pendant les évènements ; pour d'autres, elle annonce au contraire son début. Dans la version de l'Edda poétique corrigée et traduite par Genzmer, l'auteur y voit un possible dernier soubresaut du monde mourant : « enfin les flots l'engloutissent », avec lui prend fin l'ancien ordre.

## Interprétations
La comparaison de Nídhöggr au pied (dans les racines) de l'arbre du monde Yggdrasil avec Ahi Budhnya, un Serpent élémentaire et primordial des profondeurs du panthéon rigvédique, a été faite par Georges Dumézil et approfondie par Åke V. Ström. La comparaison a permis la reconstruction d'un thème ou d'un motif plausiblement indo-européen. budhnas est utilisé pour la racine (au ciel) de l'arbre cosmologique Nyagrodha,.

## Dans la culture populaire

### Roman
Dans la série Les secrets de l'immortel Nicolas Flamel de Michael Scott, Nidhogg a été libéré de sa prison Yggdrasil et les Dises le lancent dans Paris.

### Bande dessinée
Dans la série de bandes dessinées Thorgal de Rosinski et Van Hamme, « Niddhog le serpent » apparaît à plusieurs reprises comme antagoniste. Il représente une forme profonde et puissante du mal.
Dans le manga Soul Eater d'Atsushi Ōkubo, Nídhögg est le nom d'un vaisseau fantôme mangeur d'âme voguant sur la Mer Baltique et dévorant les villages côtiers.
Dans le manga To the Abandoned Sacred Beasts, par le duo de mangaka Maybe, John William Bancroft est désigné comme le Divin Nídhögg.

### Dessin animé / Œuvre d'animation
Dans le Spinoff de Saint Seiya / Les chevaliers du Zodiaque : Soul Of Gold, se déroulant à Asgard, Nídhögg est le nom de la God robe (armure) associée au guerrier divin Fafner, détenteur de l'épée Ridill. Si, dans un premier temps, il est le protecteur de l'une des trois racines principales d'Yggrasil, il se révèle être, véritablement, le gardien de la chambre de Svartalfheimr, le "hall du savoir" au cœur du frêne sacré, et l'un des sept protecteurs de l'antagoniste de ce chapitre de la série : Andréas Rise / Loki.

### Jeu vidéo
Nídhögg est utilisé, sous des formes et des noms parfois approximatifs, comme adversaire maléfique dans de nombreux jeux vidéo, notamment Aura Kingdom, The Elder Scrolls V: Skyrim, World of Warcraft, Megami Tensei, Assassin's Creed Valhalla, Age of Mythology, Fire Emblem, Titan Quest: Ragnarök et plus récemment God of War: Ragnarök.
Dans la série Final Fantasy, une version de Nídhögg est récurrente dans de nombreux épisodes depuis sa première apparition dans le septième opus.
Dans le jeu vidéo Nidhogg, chaque niveau est terminé par une séquence où le personnage est dévoré par Nídhögg, sous les traits d'un immense ver volant.
Le Pokémon Zygarde, apparu dans Pokémon X et Y, est aussi inspiré de Nídhögg. Dans Odin Sphere, le personnage Melvin porte pour véritable nom Nidhogg. Dans Borderlands, un lance-roquettes, destiné à attaquer depuis le ciel, s'appelle ainsi.
Dans le jeu vidéo Love Nikki, l'antagoniste principal du premier volume s'appelle Nidhogg[réf. nécessaire].
il est également mentionné (et entendu) dans Tomb Raider : Sur les traces de Lara Croft où il vit dans un puits sans fond. Présenté à tort comme un simple démon (bien qu'il soit aussi qualifié de "ver"), le père Bram Patrick Dunstan s'attire d'ailleurs ses foudres en lui "offrant" un morceau de fer, lui occasionnant apparemment une douloureuse brûlure (le fer brûlant les démons dans ce jeu...). Enragé, Niddhögg jure au prêtre que "s'il survit jusqu'au jugement dernier, il brûlera une semaine de plus que le reste du monde." Une mention est également présente dans Tomb Raider: Underworld où Lara l'identifie comme une potentielle version du serpent de Midgard, une arme de destruction massive fictive.